# Der Beck
Der Beck GmbH ist eine Erlanger Großbäckerei, die zu den 4 % der deutschen Bäckereien mit mehr als 5 Mio. Euro Umsatz gehört.
Aus der 1895 gegründeten Tennenloher Bäckerei Ziegler entwickelte sich unter der Leitung von Petra und Siegfried Beck, den Enkeln der Gründer, ab den 1980er Jahren eine Großbäckerei mit 150 Filialen im Raum Erlangen, Nürnberg, Fürth, Neumarkt, Forchheim und Bamberg.
Das Unternehmen bezieht Rohstoffe aus der Region. Mit der Tochterfirma Mr. Bleck Coffeeshop und der Marke Casa Pane (vier Niederlassungen) betreibt Der Beck mehrere Systemgastronomie-Betriebe in der Metropolregion Nürnberg. Die Firma Der Beck GmbH machte mit den Stehcafés im Jahr 2010 einen Umsatz von 25,2 Mio. Euro.
Im Juni 2017 wurde bekannt, dass es zwischen 2013 und 2016 in dem Betrieb mehrfach zu Hygiene-Beanstandungen kam.
Seit dem Jahr 1998 gibt es die von Petra Beck gegründete Kinderfonds Stiftung, die 2017 infolge des tödlichen Unfalls des Junior-Geschäftsführers Alexander Beck in Erinnerung zu Alexander Beck Kinderfonds Stiftung umbenannt wurde. An den Kassen der Beck-Filialen stehen Spendenboxen.

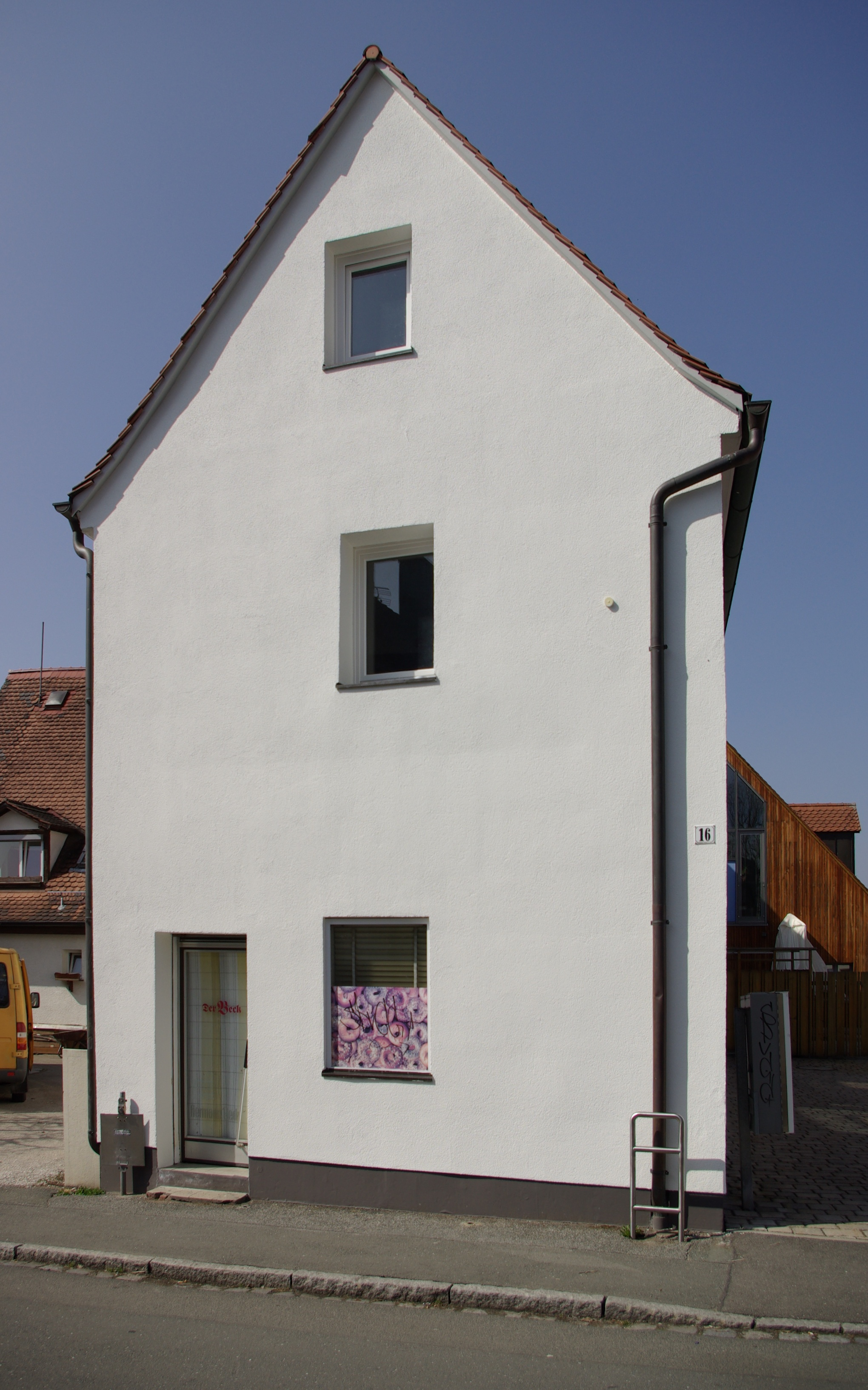
Erste Beck-Filiale in Erlangen-Tennenlohe
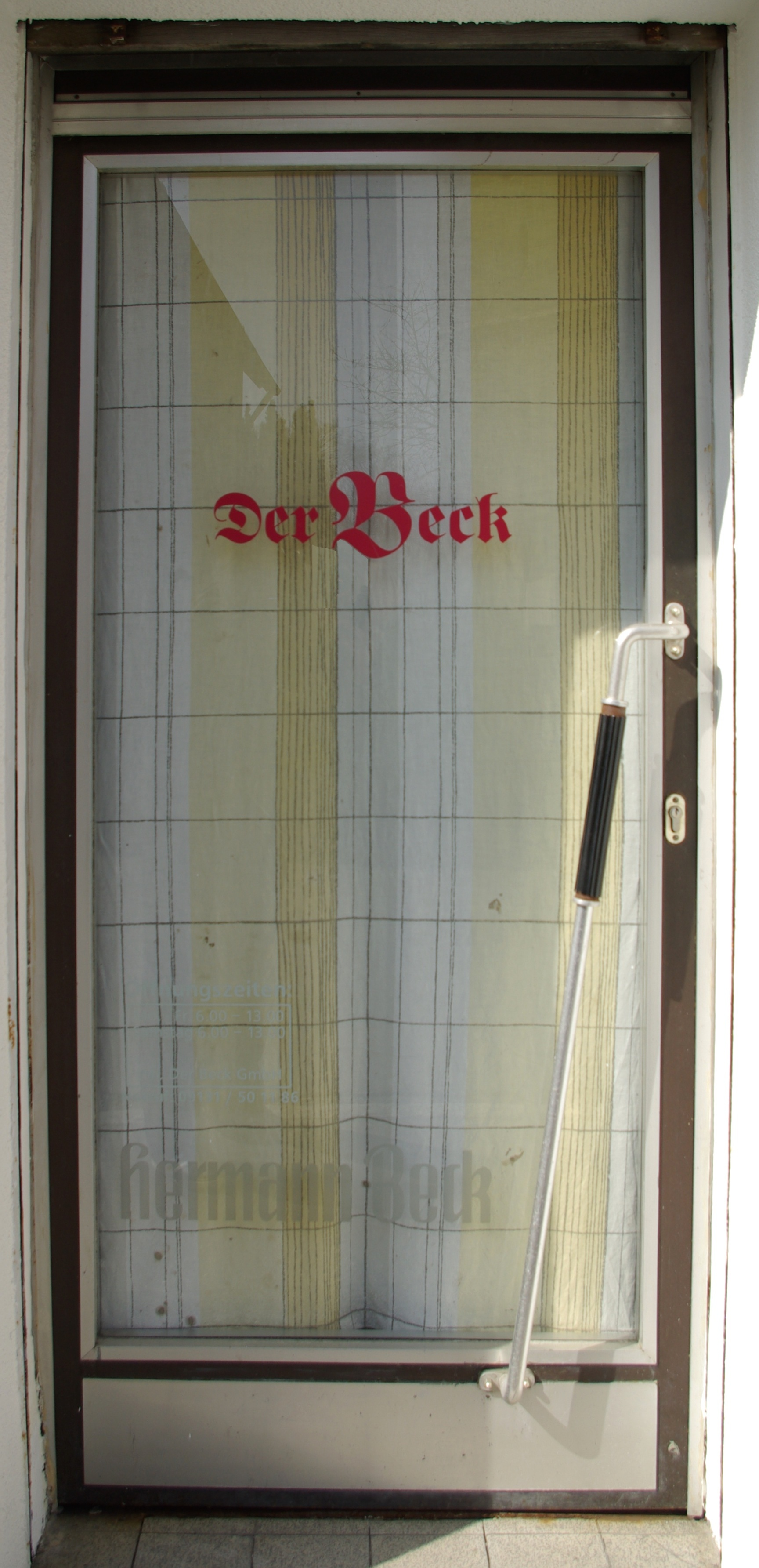
Eingangstür der ersten Filiale
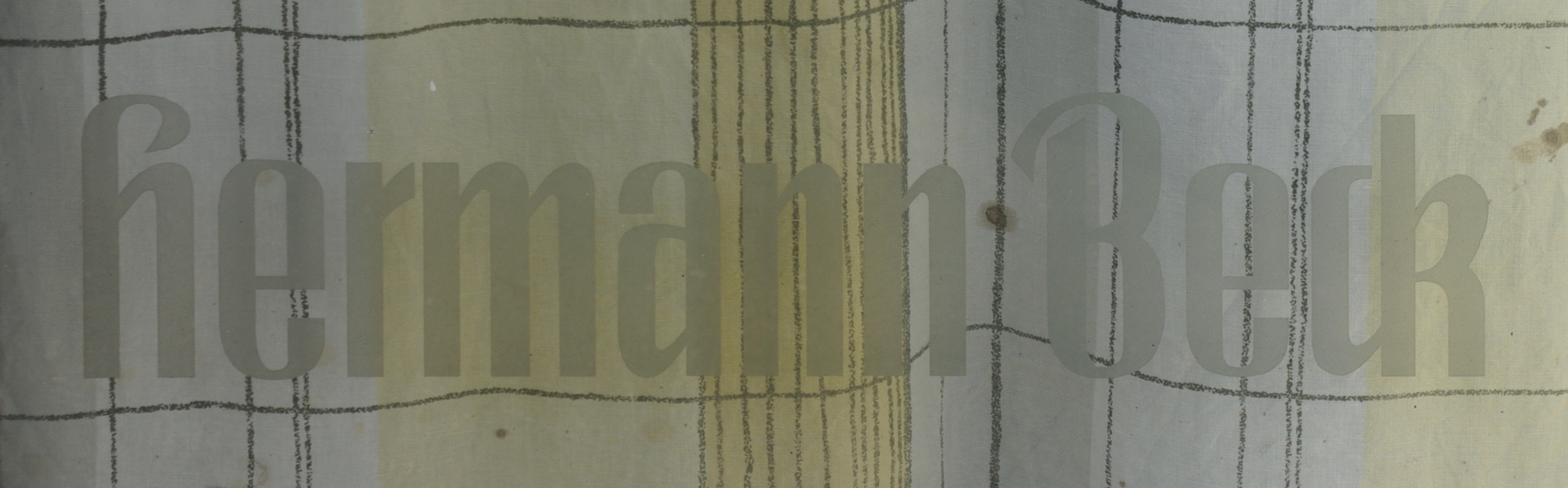
Ehemaliges Firmenlogo

Ende 2024 soll am Unternehmenssitz in Tennenlohe eine voraussichtlich 40 Millionen Euro teure neue Brot- und Brötchenbäckerei in Betrieb gehen.

## Auszeichnungen
Die Leipziger Oskar-Patzelt-Stiftung kürte die Großbäckerei Der Beck GmbH im Jahr 2009 in Würzburg mit dem Großen Preis des Mittelstands 2009.